# Schattenspiel
Schattenspiel – jedenasty album szwajcarskiego duetu Lacrimosa, wydany na 20-lecie istnienia zespołu w 2010 roku przez wytwórnię Hall of Sermon.

## Lista utworów
Opracowano na podstawie materiału źródłowego.

### CD 1
1. „Seele In Not (Urversion) (1990)” - 5:54
2. „Requiem (Urversion) (1990)” - 6:54
3. „Seelenübertritt (1990)” - 4:33
4. „Schuld Und Sühne (1990)” - 4:21
5. „Dreht Euch (1992)” - 2:14
6. „Dem Ende Entgegen (1993)” - 4:53
7. „Schakal (Urversion) (1994)” - 9:15
8. „Vermächtnis Der Sonne (Urversion) (1994)” - 4:44
9. „Copycat (Extended Version) (1996)” - 6:37

### CD 2
1. „Ein Hauch Von Menschlichkeit (Late Night Remix) (2002)” - 3:56
2. „Morgen (2003)” - 5:24
3. „Schönheit Straft Jedes Gefühl (2003)” - 8:07
4. „Ein Fest Für Die Verlorenen (2004)” - 8:24
5. „Mantiquor (2005)” - 6:33
6. „Der Verlust (2006)” - 4:34
7. „Déjà Vu (2007)” - 5:56
8. „Sellador (2010)” - 5:26
9. „Ohne Dich Ist Alles Nichts (2010)” - 6:04